# VII. Antiokhosz szeleukida uralkodó
VII. Antiokhosz Szidétész Euergetész (Aντιóχoς Σιδήτης Ευεργέτης, Kr. e. 159 – Kr. e. 129) ókori hellenisztikus uralkodó, a Szeleukida Birodalom királya volt (Kr. e. 137-től haláláig), I. Démétriosz Szótér kisebbik gyermeke volt.
Szidétész mellékneve onnan ered, hogy ifjúságát a pamphüliai Szidé városában töltötte. Miután Kr. e. 152-ben I. Alexandrosz Balasz apjukra támadt, fivérével, Démétriosszal együtt a krétai Knidoszra küldték. Bátyja Kr. e. 145-ben megszerezte a királyságot, de Diodotosz Trüphón nevű minisztere és hadvezére megbuktatta. Antiokhosz Kr. e. 137-ben verte le a bitorlót, majd feleségül vette a párthusok fogságába esett fivérének asszonyát, Kleopátrát.
Uralkodása háborúskodással telt: eleinte a Diodotoszt segítő zsidók ellen küzdött, akiket súlyos harcok árán Kr. e. 133-ban vert le Jeruzsálem elfoglalásával. Viszonylag enyhe feltételekkel kötött békét, meghagyva Palesztina önállóságát, majd a párthusok ellen vonult. II. Phraatész elvesztette a nemrég meghódított Mezopotámiát, de hamarosan felléptette az addig hürkaniai száműzetésben élő II. Démétrioszt. Antiokhosz Kr. e. 129-ben elesett egy csatában, és fivére ismét megszerezte a trónt.
Antiokhosznak öt gyermekéről (Antiokhosz, Szeleukosz, ifjabb Antiokhosz, Laodiké és egy másik lány) tudunk, közülük az ifjabbik Antiokhosz később megszerezte a trónt.